# 銀将
銀将（ぎんしょう）は、将棋の駒の種類の一つ。
本将棋・平安将棋・平安大将棋・小将棋・中将棋・大将棋・大大将棋・天竺大将棋・摩訶大大将棋・泰将棋・大局将棋に存在する。英語ではそのままsilver generalと訳され、略号はS。

## 概要
通称は「銀」。本将棋では金将とともに防御を担う一方、棒銀戦法、腰掛け銀など攻撃にも参加させやすい駒であり、また金将に次いで寄せに欠かせない駒となっている。持ち駒になると斜め後ろに動ける性格を活かして、敵陣に打ち込むなど攻めの幅が拡がる。金将と銀将を総称して、俗に「金駒 (かなごま) 」「金気 (かなけ) 」と呼ばれる。また、斜め後ろに動ける共通点から角行と銀将を総称して、俗に「斜め駒」と呼ばれる。
銀将の成ったものを成銀という。金将と同じ動きになり、6方向に進めるようになるものの、斜め後ろに移動できなくなる。本将棋では行き所がなくなることがなく、かつ成ることにより失う利きがある唯一の駒でもある。銀将が成ると全体的な利きの数としては1マス分の増加となるものの、成銀の後ろ方面への移動能力に関しては生の銀将と比較して利きの数とスピードの点で劣ってしまう。ただし成銀の真後ろへの利きについては成りによって新たに発生した利きの方向であり、生の銀将ではすぐ真後ろのマス目に移動するのに3手要するため、その点では銀将の成りのメリットとも取れる要素を内包していると見ることもできる。このため成・不成は後の戦局にも影響が大きく、判断が難しい。確率的には四回に一度は不成 といったところであるが、まれに不成を2回以上連続して行う場合もある。
名前と動き方から、金将と同じ系列の駒と思われているが、歴史的にはチャトランガの象に相当する駒である。海外の将棋系ゲームでは日本将棋の銀将に相当する位置に、チャトランガの象に相当する駒が配置されている。チェスではビショップ、シャンチーでは象・相、チャンギでは象、マークルックではコーンが将棋の銀将およびチャトランガの象に相当する駒である。しかもマークルックのコーンは銀将と同じ動きである。他の将棋系ゲームでもそれぞれ動きはかなり違うものの、チャトランガの象相当の駒は斜め4方向への動きを基調としている。
駒字の表現としては、銀将は画数の多さなどからも個性を発揮しやすいといわれている。「銀将」の「将」の字を取ってみても、玉将・金将とは別な略された形にアレンジされている書体が多く、変化に富むといわれる。対して成銀の「金」の異体字（崩し文字）の表現は、「金」の左右の点を棒のように表現するものが多い中、その点も含めて「金」そのものだったり（玉舟など）、左右の点が流れるように表現される（巻菱湖など）という違いはあるものの、成銀は駒字の中でも画数も少なく個性を発揮しにくいといわれている。

## 本将棋・小将棋

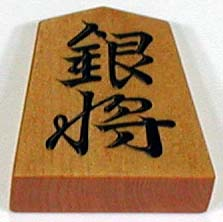
駒の表面

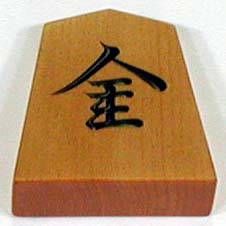
駒の裏面（成銀、金の異体字）

銀（ぎん）と略す。銀将の成ったものを成銀（なりぎん）という。成銀の英語名称はpromoted silverで略号は+S。銀将の駒の裏に彫られている字は「金」の異体字であるが（成ると金将と同じ動きになるため）、「全」にも似ている。このため、一字表記を行う場合はしばしば「全」と表示される。一字駒では金将と紛らわしいため、NHK杯などではヤネが半分のものが使用されている。
本将棋においては、金将と銀将を総称して、俗に「金駒（かなごま）」「金気（かなけ）」と呼ばれる。また、斜め後ろに動ける共通点から、角行と銀将を総称して、俗に「斜め駒」と呼ばれる。
銀に関する有名な格言には次のようなものがある。
- 銀は千鳥に動かせ…銀は斜めに動かすと効率的（逆に前に動かすと同じ位置に戻るのに三手要するため効率が悪い）。
- 銀は不成に好手あり…将棋の小駒のうち斜め後ろに引くことができるのは銀だけであり、成るとその動きが失われてしまうデメリットがあるので、その動きを生かすために不成で使うと好手が多い。ただし成銀に変われば真横や真後ろに移動できるメリットもあるので、本将棋の駒の中では最も成・不成の判断が難しいといわれる。特徴のある動きを持つ桂馬と合わせて、「銀桂は成らずに使え」といわれることもある。
- 桂頭の銀、これ定跡なり…敵が桂馬で攻めてきたときは、銀をその頭に打てば銀の斜め後ろに動ける特徴故に、桂が跳ねた後にとることができるという格言。
- 攻めは飛角銀桂

名前に銀のつく戦法には棒銀のほか、腰掛銀、早繰り銀、ツノ銀中飛車などがある。
| ○ | ○  | ○ |
|   | 銀 |   |
| ○ |    | ○ |

| ○ | ○  | ○ |
| ○ | 全 | ○ |
|   | ○  |   |

## 平安将棋・平安大将棋
成ると金将。
|  |   |       |   |  |
|  | ○ | ○     | ○ |  |
|  |   | 銀 将 |   |  |
|  | ○ |       | ○ |  |
|  |   |       |   |  |

|  |   |       |   |  |
|  | ○ | ○     | ○ |  |
|  | ○ | 金 将 | ○ |  |
|  |   | ○     |   |  |
|  |   |       |   |  |

## 中将棋・大将棋・天竺大将棋・大局将棋
中将棋の場合銀と略す。成ると竪行。
|  |   |       |   |  |
|  | ○ | ○     | ○ |  |
|  |   | 銀 将 |   |  |
|  | ○ |       | ○ |  |
|  |   |       |   |  |

|  |   | │     |   |  |
|  |   | │     |   |  |
|  | ○ | 竪 行 | ○ |  |
|  |   | │     |   |  |
|  |   | │     |   |  |

これらの将棋では銀将が成った場合、走り駒になるのは本将棋にはないメリットであるが、成りによるデメリットとして本将棋でも該当する斜め後ろのみならず斜め前の利きも失うため、ある意味では本将棋以上に成るか成らないかが悩ましい。

## 大大将棋
成ることはできない。
| 元の駒             | 動き | 動き                    | 成駒 | 動き | 動き |
| ------------------ | --- | ----------------------- | ---- | ---- | ---- |
| 銀将（ぎんしょう） | \| \| \| \| \| \| \| \| ○ \| ○ \| ○ \| \| \| \| \| 銀 将 \| \| \| \| \| ○ \| \| ○ \| \| \| \| \| \| \| \| | 前と斜めに1マス動ける。 | -    | -    | -    |
|                    | |                         |      |      |      |
|                    | ○ | ○                       | ○    |      |      |
|                    | | 銀 将                   |      |      |      |
|                    | ○ |                         | ○    |      |      |
|                    | |                         |      |      |      |

## 摩訶大大将棋・泰将棋
成ると奔銀(角行と香車を組み合わせた動き)。
|  |   |       |   |  |
|  | ○ | ○     | ○ |  |
|  |   | 銀 将 |   |  |
|  | ○ |       | ○ |  |
|  |   |       |   |  |

| ＼ |    | │     |    | ／ |
|    | ＼ | │     | ／ |    |
|    |    | 奔 銀 |    |    |
|    | ／ |       | ＼ |    |
| ／ |    |       |    | ＼ |